# Uranozaur
Uranozaur (Ouranosaurus) – dinozaur ptasiomiedniczny należący do hadrozauroidów (Hadrosauroidea).
Formalnie opisany w 1976 roku przez Philippe Taquet'a, francuskiego paleontologa. Jeden ze szkieletów jest prezentowany od 1975 roku w Museo di Storia Naturale di Venezia – nie wiadomo, czy jest to paratyp, czy drugi szkielet, czy jeszcze inny, nie wyróżniony jeszcze przez piśmiennictwo okaz. Szczątki paratypu znaleziono w 1970 roku, a zdobyto dwa lata później, natomiast skamieniałości weneckiego okazu zostały odkryte w 1973 roku podczas wyprawy francusko-włoskiej ekspedycji P. Taqueta i Giancarlo Ligabue. Taquet jednak w swej pracy, w której to opisał nowy takson dinozaura, nie wspomniał o współcześnie prezentowanym okazie z Wenecji, a jedynie o paratypie i holotypie.
Ouranosaurus wykazywał podobne cechy, które były wskazywane tylko dla Hadrosauridae do czasu jego odkrycia – jako przykłady można wspomnieć o obecnej u rodzaju przestrzeń między pierwszym zębem należącym do kości zębowej a tym należącym do k. przedzębowej, natomiast kość przedszczękowa O. nigeriensis jest rozszerzona poprzecznie. Długość ciała wynosiła 7–8,3 m, ciężar ok. 2,2 t, chociaż jak podają autorzy pracy z 2017 roku – dokładna wielkość nie jest znana, a określenie średniej wielości przedstawiciel Iguanodontidae nie jest poprawne, z uwagi na fakt, że zwierzę nim nie jest. Miał też kolec na kciuku, podobnie jak Iguanodon, ale mniejszy. U tego dinozaura występowała długa diastema, w przeciwieństwie do innych, tych dużych hadrozaurów, u których była ona krótka przez większą część całej ontogenezy – diastema jest dowodem na roślinożerność tych hadrozaurów. 
Na grzbiecie żagiel utworzony z wyrostków kolczystych kręgów piersiowych, krzyżowych i ogonowych charakteryzował O. nigeriensis na tle innych ornitopodów; teoria o używaniu go podczas popisów godowych jest najbardziej prawdopodobna.
Jest to ikoniczny dinozaur kontynentu afrykańskiego. Żył w okresie kredy dolnej (ok. 112,6–66,043 mln lat temu) na terenach Afryki – skamieniałości odkryto w Kamerunie, Sudanie, Nigrze oraz Tunezji. Było to zwierzę lądowe, roślinożerne. W formacji El Rhaz (Niger) odnaleziono skamieniałości takich dinozaurów jak: Suchomimus, Cristatosaurus, Kryptops oraz Eocarcharia (teropody), Nigersaurus (zauropod) a także Ouranosaurus i Lurdusaurus. Okres, w jakim wydobyto kości na terenie tej formacji był datowany na apt, czas aptu-albu, lecz LeLoeuff razem ze współpracownikami w 2012 roku przyjął, że El Rhaz to formacja okresu barremu. 
Wielu badaczy uznaje Ouranosaurus jako siostrzanego w stosunku do Iguanodon oraz Hadrosauride. Jednakże przykładowo Head w 1998 roku, a później, w roku 1999, Sereno uznali ten takson jako bliższy Hadrosauridae niż Iguanodon. 